# Leó Szilárd
Leó Szilárd [léo silárd] (madžarsko Szilárd Leó; nemško Leo Spitz do starosti 2), madžarsko-ameriški fizik, * 11. februar 1898, Budimpešta, Madžarska, † 30. maj 1964, La Jolla, Kalifornija, ZDA.
Szilárd si je zamislil jedrsko verižno reakcijo in je sodeloval pri Projektu Manhattan za izdelavo prve atomske bombe.

## Mladost
Bil je sin gradbenega inženirja. Med letoma 1908 in 1916 je obiskoval Reáliskolo. V letu 1916 se je vpisal na Tehniško univerzo v Budimpešti, vendar so ga leta 1917 vpoklicali v Avstro-ogrsko vojsko kot častniškega kandidata. Po koncu 1. svetovne vojne so ga častno odpustili. Leta 1919 je nadaljeval s študijem tehnike na budimpeški tehniški univerzi, vendar se je kmalu odločil zapustiti Madžarsko zaradi naraščajočega antisemitizma pod Hortyjevim režimom, ki je vodil do omejevanja vpisa judovskih študentov na madžarskih univerzah. 
S študijem je nadaljeval na Tehniški visoki šoli v Berlin-Charlottenburgu. Kmalu je začel študirati fiziko in poslušal Einsteinova, Planckova in von Lauejeva predavanja. Leta 1922 je napisal doktorsko dizertacijo s področja termodinamike O termodinamičnih fluktuacijskih pojavih (Über die thermodynamischen Schwankungserscheinungen), ki jo je zelo pohvalil Einstein. Leta 1923 je doktoriral iz fizike pod von Laujevim mentorstvom na Humboldtovi univerzi v Berlinu. Na Inštitutu za teoretično fiziko Univerze je postal leta 1924 von Lauejev asistent. Leta 1927 je končal habilitacijo in postal privatni docent fizike na Univerzi v Berlinu. V tem času je delal na več tehniških izumih: leta 1928 je vložil nemško patentno vlogo za linearni pospeševalnik, leta 1929 nemško patentno vlogo za ciklotron, in od leta 1926 z Einsteinom raziskoval hladilni stroj brez gibljivih delov, za kar sta 11. novembra 1930 dobila ameriški patent 1,781,541.

## Razvoj zamisli o jedrski verižni reakciji
V letu 1933 je prebežal v London, da se je ognil nacističnemu pregonu. Tu je v Timesu prebral Rutherfordov članek, ki je zavračal uporabo atomske energije za praktične namene. Čeprav jedrske cepitve še niso odkrili, je bil zaradi teh trditev menda tako razburjen in si je med sprehodom zamislil jedrsko verižno reakcijo. Naslednje leto je za zamisel vložil patentno vlogo.
Poskušal je povzročiti verižno reakcijo z berilijem in indijem, vendar je ta elementa ne povzročata. Leta 1936 je prenesel patent za verižno reakcijo britanski admiraliteti, da bi se ohranil v tajnosti. Bil je tudi nosilec patenta za jedrski reaktor s Fermijem.
Univerza Columbia mu je leta 1938 ponudila raziskovalno mesto in preselil se je v New York. Kmalu se mu je pridružil tudi Fermi. Leta 1939 sta ugotovila, da bi lahko uran vzdrževal verižno reakcijo. Na univerzi sta izvedla preprost poskus in v uranu odkrila močno pomnoževanje nevtronov, ter tako dokazala da je verižna reakcija možna in odprla vrata jedrskemu orožju. Szilárd je kasneje opisal dogodek: »Vključila sva stikalo, videla bliske, opazovala deset minut, nato vse skupaj izključila in odšla domov. Tisto noč sem vedel, da je svet na poti v pogubo.«
V tem času so Nemci in drugi tekmovali za vzpostavitev jedrske verižne reakcije. Nemški poskusi nadzirati verižno reakcijo z grafitom so bili neuspešni. Szilárd je kakor Nemci spoznal, da je bil grafit v resnici idealno sredstvo za nadzor verižnih reakcij. V postopku za izdelavo grafita so uporabljali palice iz borovega karbida in majhne nečistoče bora v izdelanem grafitu so bile dovolj, da so zaustavile verižno reakcijo. Szilárdu je uspelo izdelati grafit brez nečistoč in tako je 2. decembra 1942 stekla prva jedrska verižna reakcija, ki jo je nadziral človek.

## Projekt Manhattan
Szilárd je bil neposredno odgovoren za začetek Projekta Manhattan. Sestavil je zaupno pismo Rooseveltu, kjer je pojasnil možnost izdelave jedrskega orožja, opozarjal na nacistično delo o takšnem orožju in vzpodbujal razvoj programa, ki bi privedel do njega. Avgusta 1939 je prepričal Einsteina, da ga je podpisal. Pismo je povzročilo začetek raziskovanja jedrske cepitve s strani Vlade ZDA in nazadnje do začetka Projekta. Roosevelt je posredoval pismo pribočniku generala Edwina M. »Paa« Watsona z navodili: »Pa, to zahteva ukrepanje!« Zatem je Szilárd odšel na Univerzo v Chicagu, kjer je nadaljeval delo na projektu. Tukaj je skupaj s Fermijem pomagal izdelati prvi »nevtronski reaktor«, uranovo in grafitno »atomsko klado«, kjer so dosegli prvo samovzdrževajočo jedrsko verižno reakcijo.
Postal je obupan, ker so znanstveniki vse bolj izgubljali nadzor nad svojimi raziskavami, ki ga je prevzemala vojska. Velikokrat se je sporekel z generalom Grovesom, vojaškim vodjem projekta. Njegovo nezadovoljstvo do Zvezne vlade ZDA se je zaostrilo zaradi njegovih neuspešnih poskusov preprečiti uporabo atomske bombe v vojne namene, tako da bi organizirali poskus, ki bi mu lahko bili priče japonski opazovalci, da bi imeli možnost se predati in ohraniti mnogo življenj.
Leta 1943 je postal ameriški državljan.

## Pogledi na uporabo jedrskega orožja
V Wellsovem znanstvenofantastičnem romanu Svet se je osvobodil (The World Set Free) iz leta 1914 je leta 1932 bral o namišljenih »atomskih bombah«. Vsebina romana ga je vzpodbudila in bil je prvi, ki je resno preučil znanstveno ozadje izdelave jedrskega orožja. Kot znanstvenik si je prvi zamislil napravo, ki bi jo bilo moč s pomočjo jedrske verižne reakcije uporabiti kot bombo.
Kot preživelemu opustošene Madžarske po 1. svetovni vojni in kot priči kasnejšega terorja se je pri njem razvilo trajno hrepenenje za obvarovanje človeškega življenja in svobode, še posebej svobode izmenjave idej.
Upal je, da Vlada ZDA, ki je pred 2. svetovno vojno neomahljivo nasprotovala bombardiranju civilnega prebivalstva, ne bo uporabila jedrskega orožja. Upal je, da bo zgolj grožnja takšnih orožij prisilila Nemčijo in Japonsko k predaji. Naredil je osnutek peticije, ki je predlagala prikaz delovanja atomske bombe. Vojna v Evropi se je končala, ZDA pa so imele težke izgube na tihomorskem bojišču. Novi ameriški predsednik Truman se je na podlagi svetovalcev odločil uporabiti atomski bombi v Hirošimi in Nagasakiju navkljub protestom Szilárda in drugih znanstvenikov.

## Povojna leta
Szilárd je leta 1947 zamenjal področje raziskovanja zaradi svojega strahu pred atomskim orožjem. S fizike je presedlal na molekularno biologijo in sodeloval z Novickom. Februarja 1950 je predlagal novo vrsto jedrskega orožja, ki bi za zadrževanje jedrske cepitve uporabljala kobalt, kobaltovo bombo, za katero je dejal, da bi lahko uničila celotno življenje na planetu. Tednik U.S. News & World Report je 15. avgusta 1960 objavil intervju s Szilárdom Predsednik Truman ni razumel (President Truman Didn't Understand). Njegovo močno nagnenje k rabi izzivalnih besed in navajanju stvari, katere bi večina bralcev zavrnila kot absurdne, dobro nakazuje navedek iz intervjuja: »Vendar ponovno ne verjamem, da bi bila uprizoritev tega prikaza resnična zadeva, in je v nekem smislu enako nemoralno vsiliti hiter konec vojne z grožečim nasiljem kot z uporabo nasilja. Poudaril bi rad, da nasilje ne bi bilo potrebno, če bi se bili pripravljeni pogajati.«
V letu 1961 je objavil knjigo kratkih zgodb Glas delfinov (The Voice of the Dolphins) v kateri se je spoprijel z moralo in etičnimi vprašanji, ki jih je povzročila hladna vojna, in s svojo vlogo pri razvoju atomskega orožja.
Poročil se je z Getrudo Weiss leta 1951. Svojo zadnja leta je preživel v Salkovem inštitutu v La Jolli.
Leta 1960 so mu diagnosticirali rak sečnega mehurja. V newyorški bolnici Memorial Hospital je prestal radioterapijo po postopku predpisane nege, ki ga je sestavil sam. Drugo zdravljenje je imel leta 1962 in bolezen je ostala v remisiji.
Leta 1962 je bil član skupine, ki je ustanovila Svet za znosni svet, nestrankarsko in neprofitno organizacijo, katere cilj je opozoriti javnost in Kongres pred grožnjo jedrske vojne ter vodenje boja za razumski nadzor orožja in jedrske razorožitve.
Umrl je v spanju zaradi srčnega napada. Med spominsko svečanostjo je bilo rečeno, da je morala ponj v spanju priti Smrt, drugače bi jo prelisičil.

## Osebnost
Szilárd je bil pri tovariših dobro znan kot čudaški in kot strela hiter mislec, ki je »rad vznemirjal ljudi« z nenavadnimi, navidezno neskladnimi, vendar izjemno dojemljivimi stavki in vprašanji. Bil je tudi zelo dober pri napovedovanju političnih dogodkov. Kot deček je menda napovedal 1. svetovno vojno, in, ko se je prvič pojavila nacistična stranka, je napovedal, da bo nekega dne nadzirala Evropo. Leta 1934 je zaslutil podrobnosti 2. svetovne vojne. Od tedaj je imel navado prebivati v hotelskih sobah, z vedno pripravljenim zloženim kovčkom. Svoje dobre zamisli je dobival med umivanjem v kadi.

## Priznanja

### Nagrade
- Ameriška akademija umetnosti in znanosti, 1954
- Ameriško fizikalno društvo
- Hiša slavnih izumiteljev

### Poimenovanja
Po njem se imenuje udarni krater Szilard (34,0° severno, 105,7° vzhodno, premer 122 km) na oddaljeni strani Lune.